# Cerbois
Cerbois is een gemeente in het Franse departement Cher (regio Centre-Val de Loire) en telt 414 inwoners (2005). De plaats maakt deel uit van het arrondissement Vierzon.

## Geografie
De oppervlakte van Cerbois bedraagt 18,4 km², de bevolkingsdichtheid is 22,5 inwoners per km².
De onderstaande kaart toont de ligging van Cerbois met de belangrijkste infrastructuur en aangrenzende gemeenten.

## Demografie
Onderstaande figuur toont het verloop van het inwonertal (bron: INSEE-tellingen).